# Gare de Dordrecht-Stadspolders
La gare de Dordrecht-Stadspolders (en néerlandais station Dordrecht Stadspolders) est une halte ferroviaire néerlandaise située à Dordrecht, en Hollande-Méridionale. Elle dessert le nouveau quartier de Stadspolders.

## Situation ferroviaire
La halte est située sur la ligne Merwede - Linge, dans les provinces de la Hollande-Méridionale et le Gueldre, sur le trajet reliant Dordrecht à Elst via Geldermalsen.

## Service des voyageurs

### Desserte
Les trains s'arrêtant à la halte de Dordrecht Stadspolders font partie du service assuré par la compagnie Arriva reliant Dordrecht à Geldermalsen.